# 반야봉
반야봉(般若峰)은 지리산 제2봉으로 반야봉에서 바라보는 낙조가 아름답다고 하여 반야낙조(般若落照)는 지리십경의 하나로 꼽힌다.
지리산에 있는 대부분의 봉우리가 주릉에 있는 것과 달리 주릉에서 벗어난 곳에 위치하고 있는데, 노고단에서 천왕봉쪽에서는 노루목에서 북쪽으로 오르면 되고, 반대 방향으로는 삼도봉을 지나면 나오는 삼거리에서 북쪽으로 오르면 된다.

## 같이 보기
- 한국의 산